# Ordine della stella di Somalia
L'Ordine della stella di Somalia è un'onorificenza della Somalia.

## Storia
L'Ordine è stato fondato il 12 febbraio 1961 per premiare cittadini somali e stranieri per servizi eccezionali al paese.

## Classi
L'Ordine dispone delle seguenti classi di benemerenza:
- Cavaliere di Gran Croce, distintivo placcato in oro da portare su fascia e placca placcata in oro da portare sul torace a sinistra;
- Grand'Ufficiale, distintivo d'argento da portare su nastro al collo e placca da portare sul torace a sinistra;
- Commendatore, distintivo d'argento da portare su nastro al collo;
- Ufficiale, distintivo d'argento da portare su nastro con rosetta al petto;
- Cavaliere, distintivo d'argento da portare su nastro al petto.

## Insegne
- Il distintivo è una stella a cinque punte con palline alle estremità e raggi smaltati di bianco e blu. Al centro vi è un medaglione rotondo smaltato di bianco con un ampio bordo in metallo. Nel medaglione vi è un leopardo di metallo. Il distintivo è attaccato al nastro con un dispositivo a forma di ghirlanda di alloro e rami di quercia smaltato di verde con una mezzaluna metallica alla base e al centro la lettera latina "S" smaltata blu. Il rovescio del distintivo è simile al dritto, ad eccezione della presenza di un monogramma di lettere latine intrecciate "R" e "S" nel medaglione centrale.

- La placca dell'ordine è una stella con ventiquattro punte i cui raggi sono coperti di zirconi. Al centro della stella vi è il distintivo dell'ordine in smalto colorato. Sopra la placca vi sono una mezzaluna e una stella a cinque punte.

- Il nastro è azzurro con una ampia striscia bianca al centro.